# Miroslav Sedlák (fotbalista)
Miroslav Sedlák (* 12. března 1993 v Trnavě) je slovenský fotbalový záložník či obránce, od července 2015 působící v FK Slovan Duslo Šaľa.

## Klubová kariéra
Svoji fotbalovou kariéru začal v FC Spartak Trnava, odkud v průběhu mládeže zamířil do FK Senica. V roce 2012 se propracoval do seniorské kategorie, ale za první tým neodehrál žádný zápas, a působil na hostování v jiných klubech. Konkrétně v letech 2011-2012 hrál za MFK Vrbové, na podzim 2012 nastupoval za FC ŠTK 1914 Šamorín, v roce 2013 působil v DAC Dunajská Streda (s týmem vybojoval v jarní části sezony 2012/13 postoupil do nejvyšší soutěže, kterou si za mužstvo zahrál), na jaře a na podzim 2014 oblékal dres OTJ Palárikovo, a v jarní části ročníku 2014/15 působil v TJ OFC Gabčíkovo. V létě 2015 Senici definitivně opustil a stal se hráčem FK Slovan Duslo Šaľa.